# (18176) Julianhong
(18176) Julianhong (2000 QG22) – planetoida z pasa głównego asteroid okrążająca Słońce w ciągu 4,17 lat w średniej odległości 2,59 j.a. Odkryta 24 sierpnia 2000 roku.